# Ndjibot
Ndjibot (ou Njibot) est un village du Cameroun situé dans la région de l’Est et le département du Haut-Nyong, à une vingtaine de kilomètres d'Abong-Mbang. Il est principalement peuplé de pygmées baka.

## Communauté baka
Du fait de la proximité d'une grande ville, les pygmées de la communauté baka de Ndjibot ont davantage été touchés par le changement que d'autres, plus isolés. Le gibier étant plus rare, ils doivent souvent marcher plus de deux jours pour trouver les éléphants et les gorilles. Ils chassent donc moins. Ils sont davantage au contact des Bantous et beaucoup d'entre eux ne craignent pas de se rendre en ville.
Presque chaque famille a sa plantation. La plupart des gens possèdent deux habitations, l'une dans la plantation, l'autre dans le village. À la fin des années 1990 on y a dénombré 28 maisons, 3 mongulu (hutte traditionnelle), une chapelle catholique et une école. Leur sédentarisation est donc relative, puisqu'ils ne vivent qu'une partie du temps dans leurs maisons en terre.
Les échanges amicaux et les mariages mixtes entre Baka et Bantous se multiplient, mais les relations restent souvent douloureuses pour les pygmées, qui doivent se soumettre pour obtenir certains avantages matériels, mais restent au fond d'eux-mêmes des « peuples de la forêt », avec leurs valeurs propres.
À la fin des années 1990, leur nombre est estimé entre 200 et 250 selon Yves Leonard, entre 300 et 400 selon Daniel Fitzgerald. La polygamie existe, mais elle est rare.